# Tanypus schineri
Tanypus schineri är en tvåvingeart som först beskrevs av Gabriel Strobl 1880.  Tanypus schineri ingår i släktet Tanypus och familjen fjädermyggor. Inga underarter finns listade i Catalogue of Life.